# Humphrey Mijnals
Humphrey Mijnals (* 21. Dezember 1930 in Moengo; † 27. Juli 2019 in Utrecht) war ein Fußballspieler, der als Verteidiger sowohl für die surinamische als auch für die niederländische Nationalmannschaft spielte.

## Karriere

### Vereine
Mijnals war in der Zeit von 1953 bis 1956 viermal nationaler Meister mit dem surinamischen Fußballverein SV Robinhood. Brasilien war 1955 die erste professionelle internationale Station. Hier spielte er für sechs Monate für den América FC (PE) in Recife. Nach seiner Rückkehr in Suriname ging er 1956 in die Niederlande.
In den Niederlanden spielte er als Vertragsfußballer in der im selben Jahr gegründeten Eredivisie für den Verein USV Elinkwijk in Utrecht. Danach wechselte er zum Utrechter Club VV DOS und er beendete seine fußballerische Laufbahn 1966 beim HVV 't Gooi in Hilversum.

### Nationalmannschaft
Im Oranje Team debütierte Mijnals als erster Dunkelhäutiger am 3. April 1960 in einem Freundschaftsspiel gegen die Nationalmannschaft Bulgariens das in Amsterdam mit 4:2 gewonnen wurde. Mijnals sorgte für Schlagzeilen, als er einen bulgarischen Torschuss mit einem Fallrückzieher klärte. Im selben Spieljahr absolvierte er zwei weitere Einsätze als Nationalspieler. Für die Nationalmannschaft von Suriname bestritt er 45 Länderspiele; es ist jedoch unklar, wie viele dieser Spiele als offizielle Länderspiele gelten.

## Auszeichnungen
Im Jahre 1999 wurde Mijnals in den Niederlanden zum besten surinamischen Fußballspieler des 20. Jahrhunderts gewählt. Für seine besonderen Verdienste erhielt er am 24. August 2008 als Auszeichnung den Sportpfennig von der Gemeinde Utrecht.
Der surinamische Fußballbund ehrte ihn 2011 mit der Herausgabe eines Buches über seine beeindruckende Karriere als Fußballer.